# Skuppah Indian Reserve 4
Skuppah Indian Reserve 4 är ett reservat i Kanada.   Det ligger i provinsen British Columbia, i den södra delen av landet, 3 400 km väster om huvudstaden Ottawa.
I omgivningarna runt Skuppah Indian Reserve 4 växer i huvudsak barrskog. Runt Skuppah Indian Reserve 4 är det glesbefolkat, med 9 invånare per kvadratkilometer.